# (2097) Galle
(2097) Galle ist ein Asteroid des Hauptgürtels, der am 11. August 1953 von dem deutschen Astronomen Karl Wilhelm Reinmuth an der Landessternwarte Heidelberg-Königstuhl der Universität Heidelberg entdeckt wurde.
Der Asteroid ist nach dem deutschen Astronomen und Entdecker des Planeten Neptun Johann Gottfried Galle benannt. Die Namensgebung erfolgte auf Vorschlag von Lutz D. Schmadel.